# João Ferreira Nunes
João Ferreira Nunes (Lisbona, 22 dicembre 1960) è un architetto del paesaggio portoghese.

## Biografia
Laureato in Architettura del paesaggio presso l'Instituto Superior de Agronomia nel 1985, ha conseguito il master in Architettura del paesaggio presso l'Universidad Politécnica de Cataluña, Escuela Técnica Superior de Arquitectura de Barcelona nel 1996.
Nel 1989 ha fondato lo Studio di Architettura Paesaggista PROAP, che riunisce un grande gruppo di professionisti in un team pluridisciplinare e con distinti livelli di specializzazione in paesaggio, nel suo significato più inclusivo.
João è responsabile della gestione strategica, esecutiva e tattica di tre studi internazionali: Lisbona (Portogallo), Luanda (Angola) e Treviso (Italia). Coordina l'attività progettuale, concettuale, creativa e definisce la strategia dei processi investigativi.
È docente all'Instituto Superior de Agronomia Universidade Técnica de Lisboa dal 1991 e all'Università I.U.A.V. di Venezia, al Politecnico di Milano, al Politecnico di Torino, alle Sapienza - Università di Roma, alla Facoltà di Architettura di Alghero e all'Accademia di Architettura di Mendrisio, Svizzera.

## Opere
- Khan Antoun Bey, North Souks Beirut, Libano
- Ilê de Nantes, Nantes, Francia
- Funchal Waterfront, Funchal, Madeira, Portogallo
- Centre for the Unknown, Champalimaud Foundation, Lisbona, Portogallo
- Ribeira das Naus Riverfront, Lisbona, Portogallo
- Parco urbano di Valdebebas, Madrid, Spagna
- Forte Fenestrelle, Torino, Italia
- Masterplan del fronte ripariale di Anversa, Anversa, Belgio
- Promenade de l'Indépendance, Algieri, Algeria
- Lagoa das Furnas, Margin Regeneration, Azorre, Portogallo
- Casa nel Parco, Jesolo, Italia
- Parco Lineare di Ourém, Ourém, Portogallo
- Parco Verde di Mondego, Coimbra, Portogallo
- Parco Forlanini, Milano, Italia
- Cava do Viriato, Polis Viseu, Viseu, Portogallo
- Silves Castle's Hillside, Polis Silves, Silves, Portogallo
- Giardino della Cordoaria, Porto 2001 – Capital of Culture; Porto Urban Regeneration, Porto, Portogallo
- Alcântara Rio, Antiga Fábrica União das Fontainhas, Lisbona, Portogallo
- Tejo Trancão Park, Lisbona/Loures, Portogallo
- Parco degli anelli, Cagliari, Sardegna

## Pubblicazioni
- PROAP Landscape Architecture, Note Editions, Lisbona, 2010. ISBN 978-989-97072-0-7
- Lost Competitions, PROAP Editions, Lisbona, 2011. ISBN 978-989-20-2767-8

## Monografie
- João Ferreira Nunes (PROAP), Manzar, The scientific Journal of Landscape, No.15, Summer 2011, Iranian Landscape Journal, Teheran. ISSN: 6447-8002.
- João Ferreira Nunes (PROAP), Monográficos del Paisaje Asflor Ediciones, Barcelona, 2010. ISBN 978-84-614-3802-0.

## Premi e riconoscimenti
- 2011“UrbaVerde Award”, República Garden, Santarém, Portugal[1]
- 2010 “VI European Landscape Award Rosa Barba” Nomination Silves Castle Hillside, Silves, Portugal[2]
- 2008 “UrbaVerde Award” Mondego Green Park; West Entrance[3]
- 2008 “V European Landscape Award Rosa Barba” Nomination Mondego Green Park; West Entrance[4]
- 2007 “Architecture Prize of the City of Coimbra” Mondego Green Park; West Entrance
- 2007 “Miami Beach Biennale” Bronze Medal Mondego Green Park; West Entrance and South Bank[5]
- 2006 “UrbaVerde Award” Ourém Linear Park[6]
- 2003 “III European Landscape Award Rosa Barba” Nomination Alamal Fluvial Park[7]
- 1999 “I European Landscape Award Rosa Barba” Nomination - Tejo Trancão Park
- 1995 “Honor Award, the Waterfront Center” Tejo Trancão Park